# Mbihaou
Mbihaou est un village de la Région du Nord au Cameroun. Il est situé dans la commune de Madingring dans le département du Mayo-Rey.

## Géographie
Le climat dans l'arrondissement de Madingring est un climat tropical soudano-guinée. Il est caractérisé par 6 mois de pluie, puis 3 mois de saison sèche et enfin 3 mois de climat de transition. La hauteur des précipitations est mesurée entre 1200 et 1500 mm/an.

## Population et Société

### Population totale
En 2005, la population recensée du village était de 479 habitants. En 2014, la population recensée du village était de 522 habitants.

### Répartition de la population selon les âges
| Hommes | Classe d’âge | Femmes |
| ------ | ------------ | ------ |
| 38     | 0–5          | 45     |
| 39     | 6–13         | 37     |
| 43     | 14–19        | 65     |
| 63     | 20–34        | 57     |
| 68     | 35–59        | 62     |
| 3      | 60–+         | 2      |